# Louis Bisauta
Pas d'image ? Cliquez ici

a Compétitions nationales et continentales officielles uniquement.

Louis Bisauta, né le 8 juin 1911 à Bayonne (Basses-Pyrénées) et mort le 19 février 1989 dans la même ville, est un joueur français de rugby à XV et de rugby à XIII évoluant au poste d'avants dans les années 1930 à 1940.
Il commence par pratiquer le rugby à XV sous les couleurs de l'Aviron bayonnais avec lequel il remporte le Championnat de France en 1934 dont il ne dispute pas la finale. En 1935, il change de code de rugby et signe au Côte basque XIII en rugby à XIII. Il y remporte la Coupe de France en 1936, puis après saisons dans ce dernier, il signe pour Bordeaux XIII pour la saison 1938-1939.  La Seconde Guerre mondiale interrompt sa carrière en rugby à XIII en raison de l'interdiction du rugby à XIII par le régime de Vichy, il joue alors au rugby à XV, seul code de rugby autorisé, en jouant une année au Biarritz olympique avant de retourner à l'Aviron bayonnais en y ajoutant un nouveau titre de Championnat de France en 1943.
Apeès sa carrière sportive, il devient l'entraîneur du club de rugby à XV de l'U.S. Tours.

## Biographie
Louis Bisauta naît le 8 juin 1911 à Bayonne dans le département français des Basses-Pyrénées.
Il meurt le 19 février 1989 dans sa ville de naissance.

## Palmarès

### Rugby à XV
- Collectif :
  - Vainqueur du Championnat de France : 1934 et 1943 (Aviron bayonnais).
  - Finaliste du Championnat de France : 1944 (Aviron bayonnais).

### Rugby à XIII
- Collectif :
  - Vainqueur de la Coupe de France : 1936 (Côte basque).

#### Statistiques en club
| Saison    | Saison        | Championnat           | Championnat | Coupe           | Coupe      |
| Saison    | Saison        | Comp.                 | Class.      | Comp.           | Class.     |
| --------- | ------------- | --------------------- | ----------- | --------------- | ---------- |
| 1935-1936 | Côte basque   | Championnat de France | 1/4 finale  | Coupe de France | Vainqueur  |
| 1936-1937 | Côte basque   | Championnat de France | 1/2 finale  | Coupe de France | 1/4 finale |
| 1937-1938 | Côte basque   | Championnat de France | 1/4 finale  | Coupe de France | 1/2 finale |
| 1938-1939 | Bordeaux XIII | Championnat de France | 1/2 finale  | Coupe de France | 1/2 finale |